# خوان زاريت
خوان زاريت (بالإسبانية: Juan Zárate)‏ هو لاعب كرة قدم أرجنتيني، ولد في 9 نوفمبر 1989 في الأرجنتين. لعب مع أوداكس إيتاليانو.